# Karl Julius Riedel
Karl Julius Riedel (* 9. August 1817 in Berlin; † 5. Mai 1882 in Frankfurt an der Oder) war ein königlich preußischer Generalmajor und zuletzt Inspekteur der 4. Ingenieur-Inspektion.

## Herkunft
Seine Eltern waren der Apotheker Johann Daniel Riedel und dessen Ehefrau Juliane Dorothea Enderwitz.

## Leben
Er erhielt seine schulische Bildung auf dem Friedrich-Wilhelm-Gymnasium in Berlin. Anschließend ging er am 1. Oktober 1834 als Pionier in die Garde-Pionier-Abteilung. Vom 1. Oktober 1835 bis zum 30. September 1838 wurde er in die Vereinigte Artillerie- und Ingenieurschule abkommandiert. In dieser Zeit wurde er am 23. September 1836 zum Portepeefähnrich befördert und am 3. Oktober 1837 als Seconde-Lieutenant in die 1. Ingenieur-Inspektion aggregiert.
Am 1. Oktober 1838 kehrte er in die Garde-Pionier-Abteilung zurück und wurde dort am 30. Dezember 1841 einrangiert. Er kam am 22. Oktober 1843 zu Fortifikationsdiensten in die Festung Küstrin, schied dann aber am 28. März 1844 aus.
Er wurde am 1. Juli 1845 mit Patent zum 3. Oktober 1838 in der 1. Ingenieur-Inspektion wiederangestellt und zu Fortifikationsdiensten in die Festung Settin geschickt. Von dort kam er 1848 als Adjutant in die 2. Festungsinspektion, wurde am 24. Juli 1849 zum Premier-Lieutenant und am 22. Juni 1852 zum Hauptmann befördert. Am 20. Juli 1852 versetzte man ihn als Kommandeur in die 1. Kompanie der 2. Pionier-Abteilung. Er kam am 30. April 1857 zum Fortifikationsdienst in die Festung Königsberg und am 5. Juni 1858 als Festungsbaudirektor nach Swinemünde. Dort wurde er am 5. November 1861 zum Major befördert, bevor er am 1. Juli 1862 als Ingenieur-Offizier vom Platz in die Festung Thorn und am 5. Mai 1866 in die Festung Glatz versetzt wurde. Dort wurde er am 20. September 1866 zum Oberstleutnant befördert und am 18. Juli 1867 nach wieder nach Thorn versetzt. Man versetzte ihn am 4. Juli 1868 als Inspekteur in die 4. Ingenieur-Inspektion und machte ihn zum Mitglied der Ingenieur-Kommission. Am 23. Juli 1868 erhielt er die Beförderung zum Oberst mit Patent zum 3. Juli 1868. Kurz danach – am 9. August 1868 – wurde er auch Mitglied der Prüfungskommission für Hauptleute und Premier-Lieutenants des Ingenieurkorps.
Während des Deutsch-Französischen Krieges wurde er am 3. November 1870 mit der Leitung der Angriffsarbeiten vor Verdun beauftragt, am 18. November 1870 wurde er dann Ingenieur en Chef für die Belagerung von Diedenhofen und am 24. Dezember 1870 in gleicher Stellung für die Belagerung von Mezieres. Nach der Kapitulation der Festung wurde er am 2. Januar 1871 mit der Wahrnehmung der Geschäfte des Kommandanten von Mézières beauftragt. Im selben Jahr erhielt er das Eiserne Kreuz 2. Klasse. Am 25. April 1871 kehrte er in seine Friedensposition zurück.
Am 18. Januar 1873 erhielt er den Roten Adlerorden 3. Klasse mit Schleife und am 22. März 1873 den Charakter als Generalmajor. Aber am 12. April 1873 wurde er krankheitsbedingt mit Pension zur Disposition gestellt.
Karl Julius Riedel starb am 5. Mai 1882 im Alter von 64 Jahren in Frankfurt an der Oder. Er wurde auf dem Friedhof II der Gemeinden der Jerusalems- und Neuen Kirche vor dem Halleschen Tor im heutigen Berliner Ortsteil Kreuzberg beigesetzt. Das Grab ist nicht erhalten.

## Familie
Riedel heiratete am 30. November 1844 in Berlin Pauline Wilhelmine Türke (* 9. April 1821; † 2. März 1858), eine Tochter des Privatlehrers Johannes August Türke.